# Trachelipus lutshnikii
Trachelipus lutshnikii is een pissebed uit de familie Trachelipodidae. De wetenschappelijke naam van de soort is voor het eerst geldig gepubliceerd in 1933 door Karl Wilhelm Verhoeff.